# Fyradagarsslaget
Fyradagarslaget var ett sjöslag mellan den engelska och nederländska flottan under Andra engelsk-nederländska kriget. Slaget utkämpades utanför den flandriska kusten från 11 juni till 14 juni 1666, och är därmed ett av de mest långvariga sjöslagen i historien.   
I början av slaget var den engelska flottan, kommenderad av George Monck, med sina 56 skepp numerärt underlägsna den 84 skepp stora nederländska flottan under Michiel de Ruyter. Engelsmännen hoppades på att holländarna inte hunnit öva upp manskapet på sina många nybyggda skepp, men den engelska flottan blev tillfogad stora skador. 
På engelska kallas slaget Four Days Battle, på nederländska Vierdaagse Zeeslag.

## Förspel
I juni 1665 hade den engelska flottan besegrat den holländska flottan i slaget vid Lowestoft, men hade där misslyckat med att ta fördel av segern. Den holländska kryddflottan som var lastad med enorma rikedomar lyckades ta sig tillbaka till Nederländerna efter slaget vid Vågen. Därefter inleddes den största byggfasen någonsin inom den holländska flottan, som expanderade snabbt. Redan i augusti 1665 återvände den engelska flottan och utmanade holländarna, men inget avgörande slag inträffade. Året därpå var engelsmännen ivriga att förstöra den holländska flottan innan den blivit alltför stor och mäktig. Man var dessutom i desperat behov att sätta stopp för de nederländska räderna, som höll på att ödelägga den engelska handeln.   
Efter att fått reda på att den franska flottan tänkt göra gemensam med den holländska flottan vid Dunkerque, valde engelsmännen att skicka sin huvudstyrka för att förstöra den holländska flottan, medan ett mindre antal skepp under Rupert av Pfalz skulle  blockera och stoppa fransmännen vid Doversundet, men dessa infann sig av allt att döma inte. 
Morgonen den 11 juni ankrade den holländska flottan under ledning av amiral Michiel de Ruyter med sina 84 skepp och 22 000 man utanför Dunkerque. Han hoppades på att kunna förena sin flotta med den franska. Den brittiska överbefälhavaren uppmärksammade de Ruyters nervositet och anföll ögonblickligen med sin styrka på 58 skepp.

## Slagets förlopp

### Första dagen

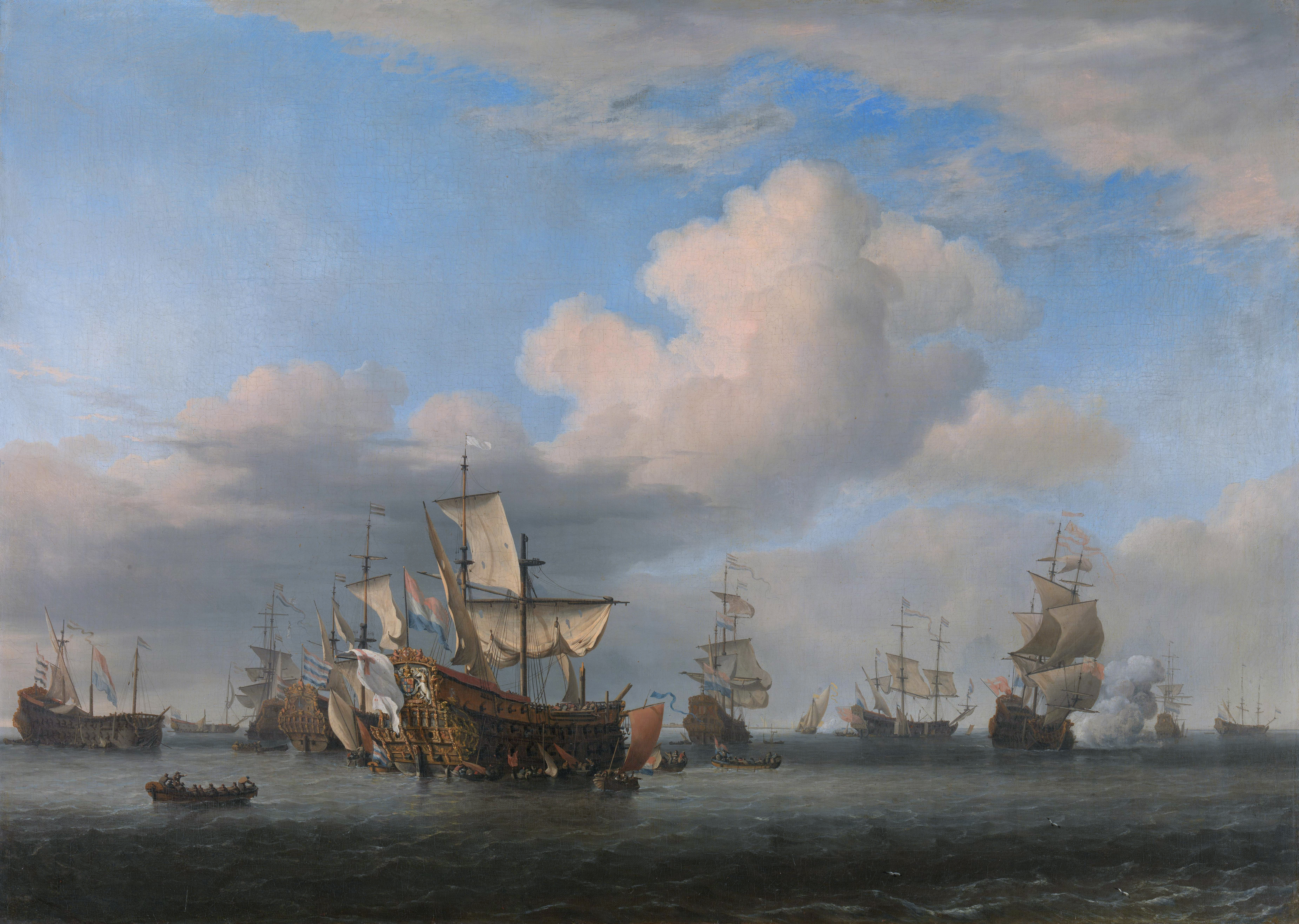
De erövrade HMS Swiftsure, Seven Oaks och Loyal George med nederländska flaggor, Willem van de Velde d.y.

Den engelske överbefälhavaren George Monck påträffade den nederländska flottan ankrad utanför Dunkerque. Klockan 12:00 den 11 juni angrep han med en sluten slaglinjeformation de sydligaste skeppen i Cornelis Tromps flotta. De klarade sig precis undan och satte segel. Fram till omkring klockan 16:00 gick engelsmännen hårt mot dem. Då flottan närmade sig den flandriska kusten tvingades den engelska flottan att svänga av först eftersom deras skepp hade störst djupgång. Detta gjorde det möjligt för förtruppen under Cornelis Evertsens ledning att ge sig in i slaget. Under tumultet erövrades de engelska linjeskeppen HMS Swiftsure, Loyal George och Seven Oaks samt två andra skepp, och viceamiral William Berkeley stupade. Rainbow retirerade, men följdes av tolv av Tromps skepp. Då natten ankom hade bägge flottor fått sina skador. Skepp som blivit stridsodugliga övergavs. Amiral Cornelis Evertsen stupade då HMS Henry avfyrade sin sista salva mot ett nederländskt angrepp.

### Andra dagen
Morgonen den 12 juni angrep Monck åter igen den nederländska flottan. Medan flottorna begav sig i västlig riktning bröt Tromp formationen genom att skära igenom den engelska linjen. Anledningen var inte för att vinna genom lovart-formationen, vilket engelsmännen antog, utan det skedde tack vare missförstånd från Tromps sida, då att han inte sett de riktiga signalerna. Detta ledde till att han hamnade i svår situation, och de Ruyter tvingades till undsättning. Den nederländska formationen löstes fullständigt upp, men eftersom engelsmännen endast hade 47 skepp kunde de inte dra fördel av situationen. Under eftermiddagen dök de tolv skepp som förgäves följt efter Rainbow upp vid horisonten. Engelsmännen trodde att det var en helt ny eskader, och drog därför tillbaka sina skepp i hopp om att Rupert av Pfalz snart skulle komma till undsättning. 

### Tredje dagen

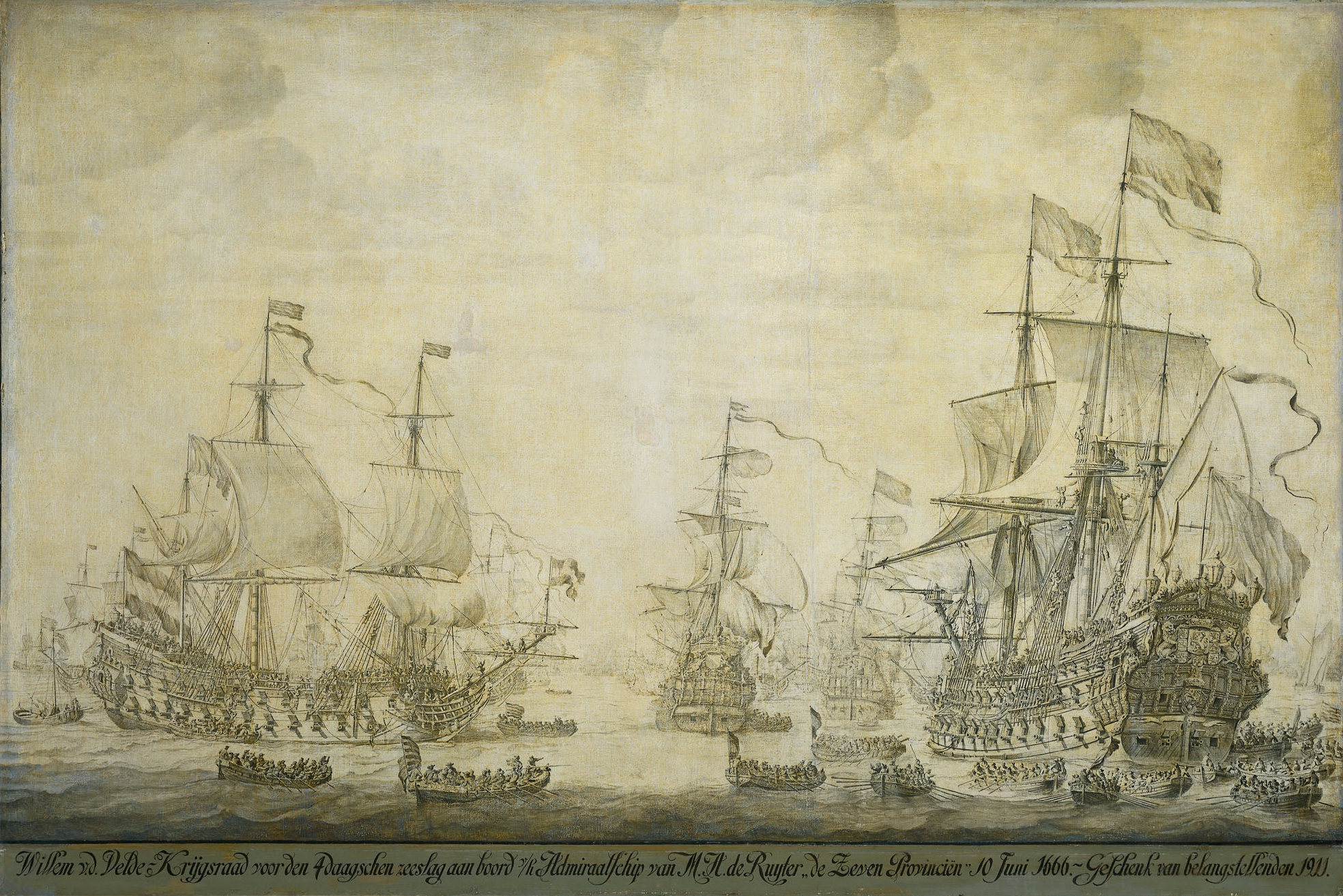
Krigsråd på amiralsskeppet De Zeven Provinciën 10 juni, Willem van de Velde d.ä. 1666

Morgonen den 13 juni drog sig Monck och de engelska skeppen som då bestod av 30 stridsklara skepp ytterligare tillbaka i nordvästlig riktning mot Themsen. De nederländska skeppen följde tätt efter, och emellanåt uppstod mindre stridigheter. Men ett av de största engelska skppen, HMS Prince Royal, Amiral George Ayscues flaggskepp med 90 kanoner, gick på ett undervattensskär och gick därmed förlorat. De efterlängtade engelska skeppen ledda av Rupert visade sig först på kvällen vid slaget, men bidrog med en förstärkning på 20 skepp till den engelska styrkan.  

### Fjärde dagen
Under slagets fjärde dag ville bägge sidor få fram ett avgörande. På östlig kurs lyckades nederländarna bryta sig in i den engelska linjen. Båda sidor led stora förluster i våldsamma närkamper, och till slut avbröt engelsmännen kampen. De hade förbrukat nästan hela ammunitionsförrådet på 50 skott per kanon. Viceamiral Christopher Mings var dödligt sårad. Men även nederländarna började förlora kampviljan, då deras lättare skepp var hårt skadade och var nära att ha förbrukat hela ammunitionslagret. 
Därmed avslutades det dittills längsta sjöslaget i historien med en nederländsk seger. England förlorade tio skepp och 5 000 man, däribland togs 1 800 man till fånga, av dem två amiraler. Nederländerna erövrade sex skepp och förlorade fyra. Dessutom stupade 2 000 man, däribland en betydande amiral, samt viceamiral Abraham van der Hulst. Som ett bra exempel på hur häftiga striderna var, kan det nämnas att varje skepp hade tagit emot mer än 1000 träffar.

## Följder
Det blev en nederländsk seger, då England lidit de klart största förlusterna. Till en början hävdade dock de engelska kaptenerna i Ruperts skvadron, innan de fått se det slutliga resultatet, att de Ruyter drog sig tillbaka först, som signal att man accepterade de engelska styrkornas överlägsenhet. Nederländarna hade visserligen tvingats att avbryta förföljelsen, men de hade klarat att påföra den engelska flottan allvarliga skador.
Redan två månader senare, vid slaget vid North Foreland, utmanade dock engelsmännen nederländarna på nytt. Denna gång var engelsmännen mer framgångsrika, men klarade inte att förgöra hela den nederländska flottan.
Reperationskostnaderna efter sjöslagen blev en rejäl belastning på Englands finanser, så därför blir fyradagarslaget vanligtvis betraktat som en mindre taktisk, men i huvudsak strategisk seger för Nederländerna.